# Villaverde, Nueva Vizcaya
Villaverde (Bayan ng Villaverde) är en kommun i Filippinerna. Kommunen ligger på ön Luzon, och tillhör provinsen Nueva Vizcaya. Folkmängden uppgår till 15 392 invånare.
Villaverde är indelat i 9 barangayer.